# Zaparcin
Zaparcin – wieś w Polsce, w województwie wielkopolskim, w powiecie poznańskim, w gminie Stęszew.
Do 2023 miejscowość była częścią wsi Wronczyn.
Wieś Zaparczino  położona była w 1580 roku w powiecie kościańskim województwa poznańskiego. W latach 1975–1998 miejscowość należała administracyjnie do województwa poznańskiego.